# Combat du Bouvet et du Meteor
Pour les articles homonymes, voir Bataille de La Havane.
Guerre franco-allemande
Batailles
- Chronologie de la guerre franco-prussienne de 1870
- Sarrebruck (08-1870)
- Wissembourg (08-1870)
- Forbach-Spicheren (08-1870)
- Wœrth (08-1870)
- Bitche (08-1870)
- Phalsbourg (08-1870)
- Borny-Colombey (08-1870)
- Strasbourg (08-1870)
- Mars-la-Tour (08-1870)
- Toul (08-1870)
- Gravelotte (08-1870)
- Metz (08-1870)
- Nouart (08-1870)
- Beaumont (08-1870)
- Noisseville (08-1870)
- Sedan (08-1870)
- Montmédy (09-1870)
- Soissons (09-1870)
- Siège de Paris et chronologie du siège (09-1870)
- Nompatelize (10-1870)
- Bellevue (10-1870)
- Châtillon (10-1870
- Châteaudun (10-1870)
- Buzenval (10-1870)
- Bourget (10-1870)
- Dijon (10-1870)
- Belfort (11-1870)
- La Fère (11-1870)
- Langres (11-1870)
- Bouvet et Meteor (navale) (11-1870)
- Coulmiers (11-1870)
- Thionville (11-1870)
- Châtillon-sur-Seine (11-1870)
- Villers-Bretonneux (11-1870)
- Beaune-la-Rolande (11-1870)
- Champigny (11-1870)
- Orléans (12-1870)
- Loigny (12-1870)
- Châteauneuf (12-1870)
- Beaugency (12-1870)
- Longeau (12-1870)
- l’Hallue (12-1870)
- Siège de Péronne (1871)
- Bapaume (01-1871)
- Villersexel (01-1871)
- Le Mans (01-1871)
- Héricourt (01-1871)
- Saint-Quentin (01-1871)
- Buzenval (01-1871)

Le combat du Bouvet et du Meteor, aussi appelé bataille navale de La Havane, est une bataille navale livrée le 9 novembre 1870 au large de la Havane, durant la guerre franco-allemande de 1870-1871.

## La situation navale

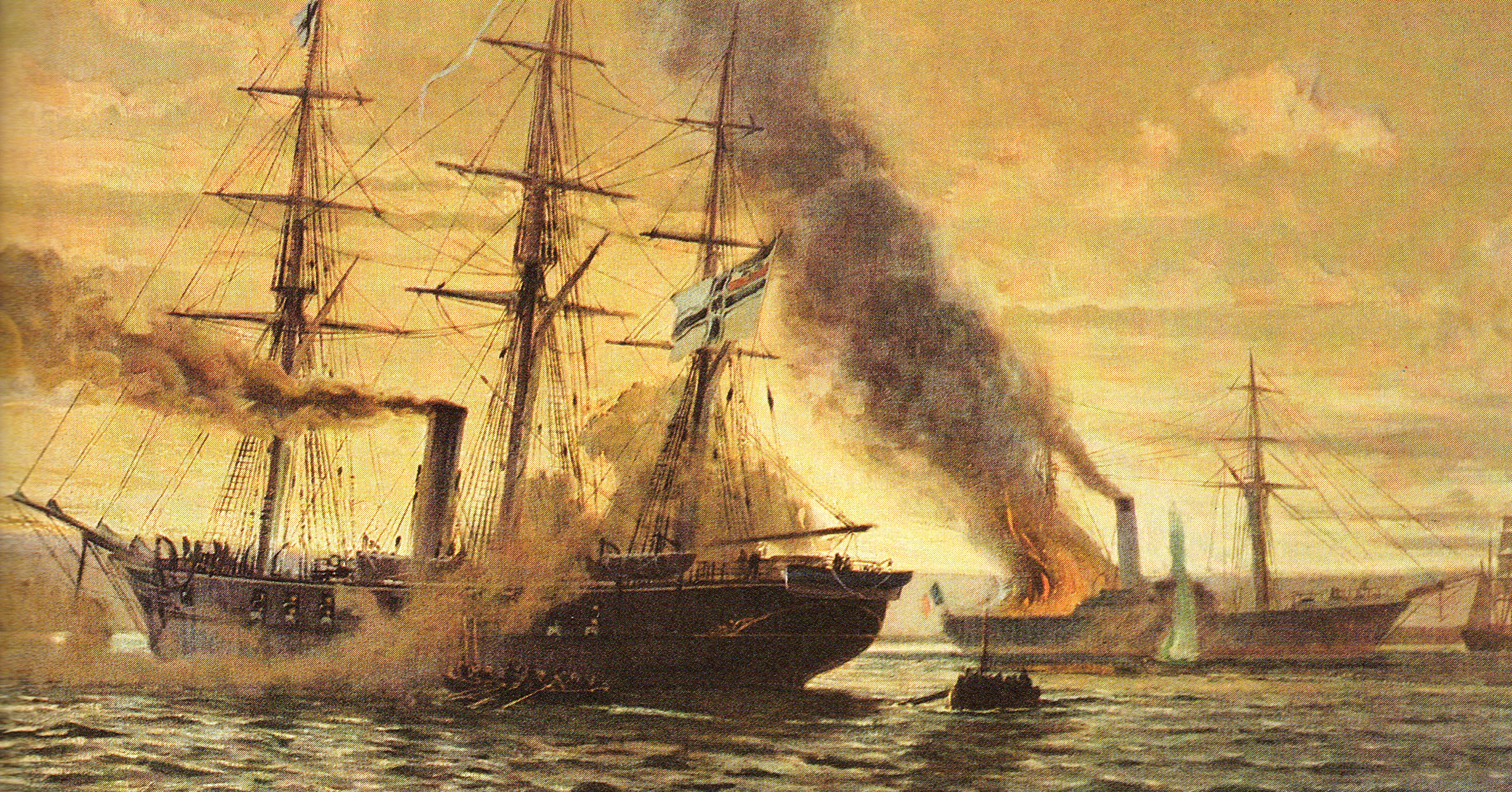
La corvette Augusta dans la Gironde (lithographie d'Alexander Kircher).

La guerre de 1870 fut essentiellement terrestre; l'écrasante supériorité navale de la France interdisait en effet à la marine allemande toute opération maritime d'envergure, et la plupart de ses navires restèrent prudemment dans leurs bases ou dans des ports neutres, bloqués par les escadres françaises. Quant à la France, aucun des projets ambitieux de débarquement sur les côtes d'Allemagne du Nord n'aboutit et sa flotte dut se contenter de soumettre à un blocus serré les ports ennemis.
Il y eut toutefois quelques capitaines allemands assez audacieux pour défier les marins français : ainsi, en mer Baltique, le yacht Grille échangea des coups de canons avec un aviso français le 17 août 1870 mais il dut se replier devant l'arrivée d'une frégate et d'une corvette et le 27 août en baie de Dantzig, la corvette la Nymphe eut une escarmouche sans résultat avec un bâtiment français. De même la corvette Augusta parvint à forcer le blocus de Wilhelmshaven, et réussit à capturer trois navires marchands au large de Brest, de Rochefort puis de l'embouchure de la Gironde, avant d'être poursuivie par la frégate l'Héroïne et contrainte de se réfugier dans le port espagnol de Vigo, où elle demeura jusqu'à la fin des hostilités.
Enfin la canonnière Meteor livra le seul véritable combat naval du conflit.

## Le combat

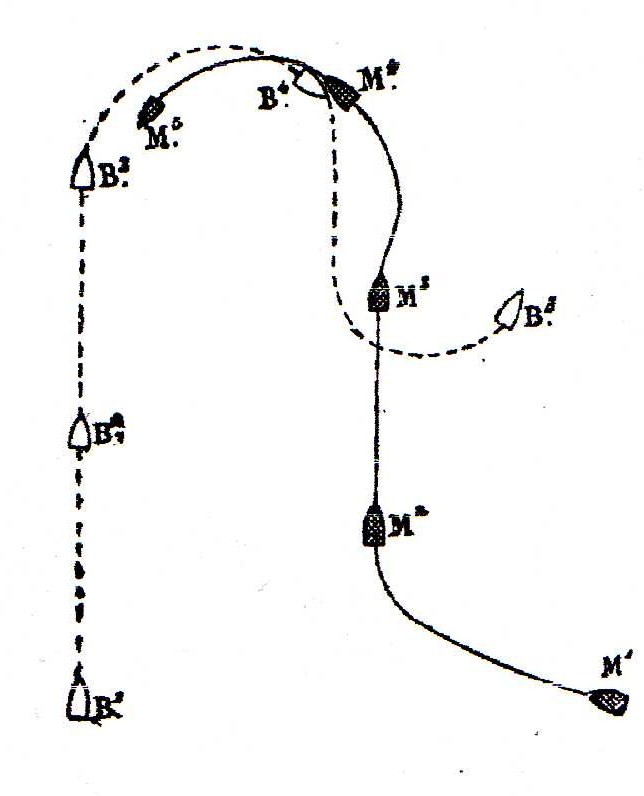
Déroulement du combat du Bouvet et du Meteor (E. Farret, revue maritime et coloniale 1881)

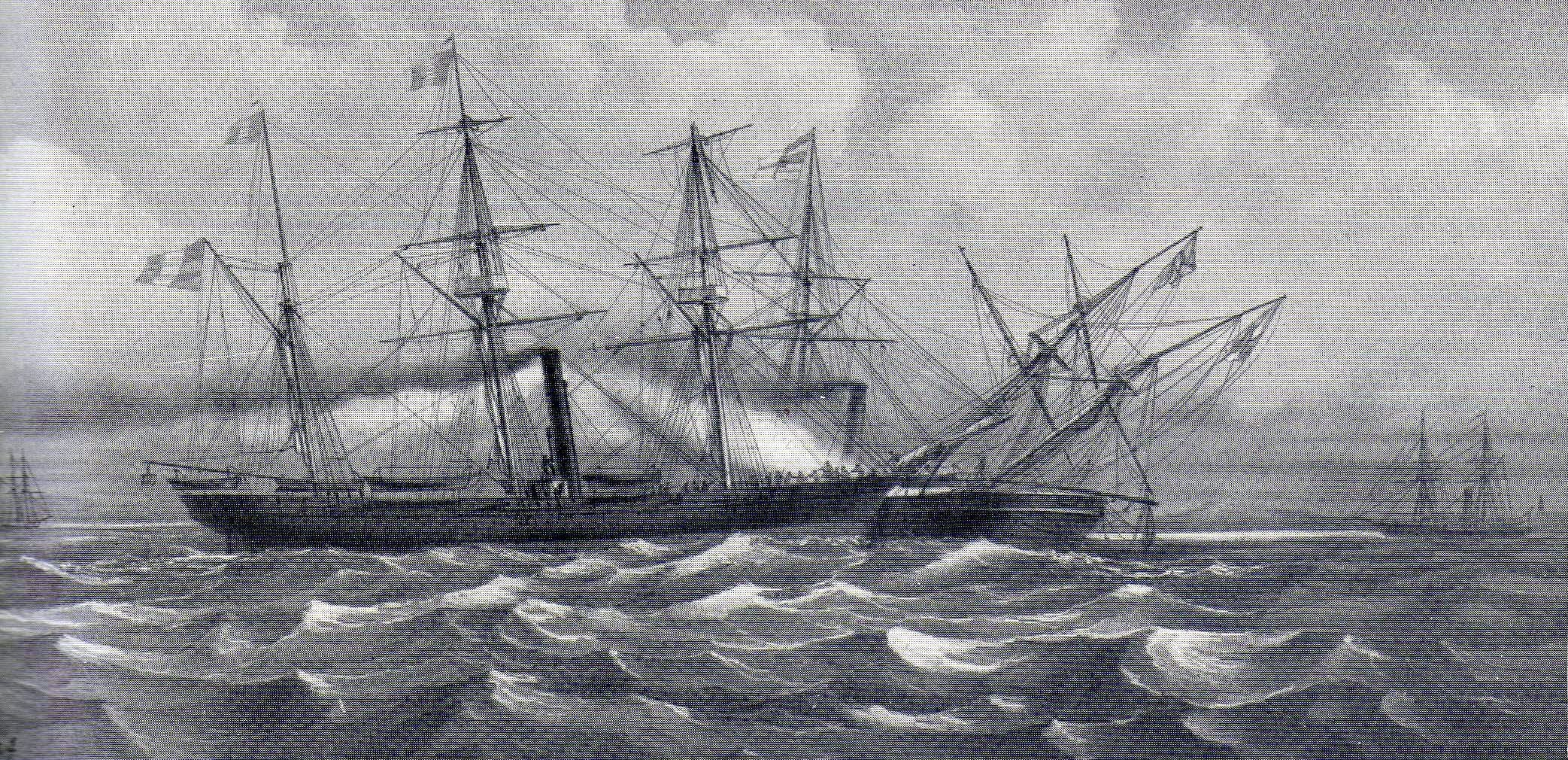
Combat du Bouvet et du Meteor : le Bouvet éperonne son adversaire, par Charles Leduc (1831-1911)

Alors qu'il relâchait dans la colonie espagnole de Cuba, au sein du port de La Havane, le Meteor, une canonnière prussienne (1 canon de 150 mm (de 240 mm selon l'historien militaire René Chartrand), 2 canons de 120 mm,,) fut découvert le 8 novembre par l'aviso français le Bouvet (classe Guichen - 1 canon de 160 mm, 2 canons de 120 mm,). Le capitaine de frégate Alexandre Franquet, commandant du Bouvet, lança un défi pour le lendemain à son homologue allemand, le Kapitänleutnant von Knorr, qui le releva, (dans son récit de la bataille publié le 19 novembre 1870, le New York Times indique toutefois que le défi aurait été lancé par le capitaine prussien). Le Bouvet quitta La Havane pour rejoindre les eaux internationales et attendre le Meteor qui arriva quelques heures plus tard, accompagné des bâtiments espagnols Hernán Cortés et Centinela, dont la mission était de s'assurer que le combat ne se déroulerait pas dans les eaux espagnoles, neutres. 
Le Bouvet était plus rapide que son adversaire et disposait d'une artillerie légèrement plus puissante. Cependant, ces avantages étaient plus théoriques que réels car son canon principal était installé sur un affût à double pivot peu perfectionné qui rendait difficile le pointage efficace de la pièce pendant un combat et le Meteor compensait son manque de vitesse par une excellente manœuvrabilité. En outre, le Bouvet avait été construit avec un surchauffeur à vapeur de chaudière placé sur le pont, sans aucune protection. Le capitaine Franquet, très conscient de la vulnérabilité de cette installation, avait fait édifier autour des protections de fortune avec des sacs de charbon et de sable et des chaînes.

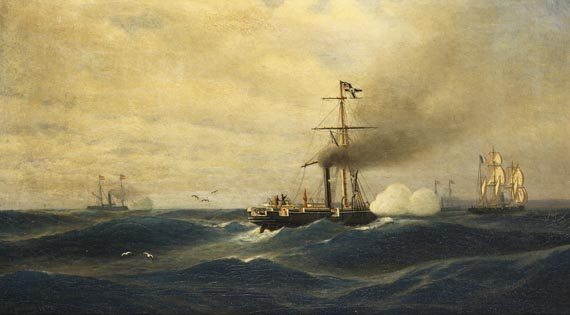
La fin du combat : le Bouvet s'éloigne sous les tirs du Meteor démâté (Robert Parlow)

Le combat commença à 14 h 30, lorsque le Bouvet ouvrit le feu à 4 000 mètres de son adversaire. Pendant les deux heures qui suivirent, les deux navires coururent sur deux lignes parallèles échangeant des bordées aux résultats insignifiants. Puis le Bouvet vira brusquement et se lança à pleine vitesse (10 à 11 nœuds selon le rapport du capitaine Franquet) vers le Meteor afin de tenter une manœuvre d'éperonnage. Celle-ci réussit partiellement l'angle d'attaque étant mauvais, et le choc n’entraîna que la chute de la mâture du Meteor, dont le pont se couvrit de débris et de voilures mais qui eut surtout son hélice empêtrée dans les cordages. Les marins allemands essayèrent d'aborder le Bouvet mais ils ne purent mener à bien leur projet, car les deux navires ne restèrent en contact que quelques instants tandis que les Français, qui ne pouvaient faire usage de leur canon de proue trop ardu à manier, tiraient avec des fusils sur le pont adverse. Quasiment immobilisé, le Meteor était à la merci de son adversaire qui reculait pour prendre du champ et foncer à nouveau vers lui pour l'achever, lorsqu'un obus pulvérisa le surchauffeur du Bouvet. La vapeur s'échappant par le tuyau crevé, l'aviso s'immobilisa à son tour.
Hissant les voiles et bénéficiant d'un vent favorable, le Bouvet s'éloigna au plus vite du lieu du combat tandis que les marins prussiens s'affairaient frénétiquement pour libérer l'hélice du Meteor et se lancer à la poursuite du bâtiment adverse. Le Bouvet parvenant à rejoindre les eaux cubaines, les Espagnols intervinrent alors pour séparer les belligérants qui rentrèrent à La Havane.

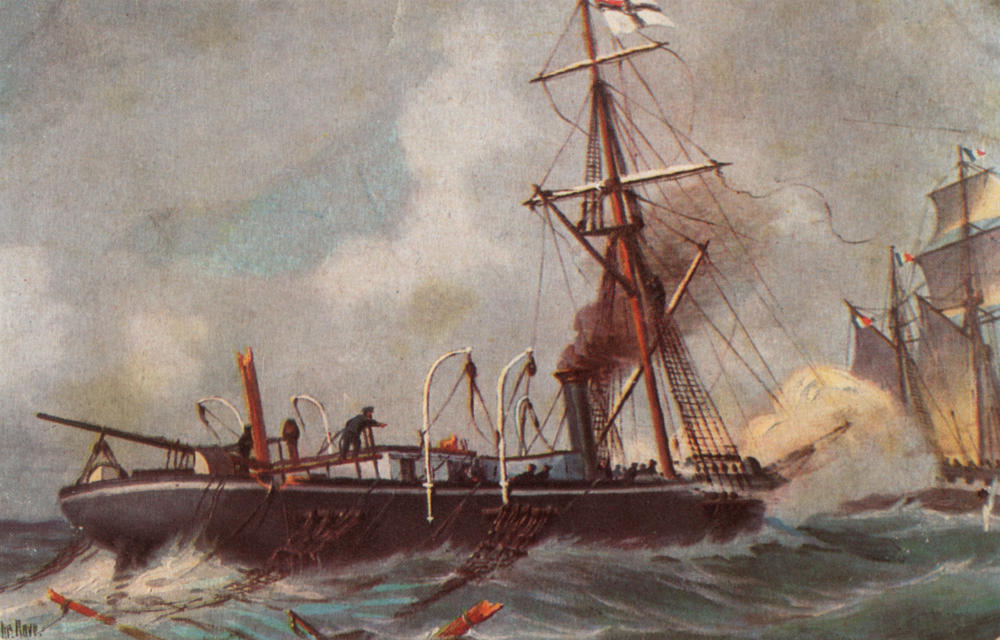
Une autre vue de la fin du combat qui montre le pont du Meteor encombré de débris (Christopher Rave)

## Bilan
Combat d'un autre âge où l'on se lançait des cartels, l'affrontement du Bouvet et du Meteor s'achevait sans vainqueur. Il n'y eut pas d'autre tentative et le Méteor resta sagement jusqu'à la fin de la guerre à la Havane. Deux Allemands perdirent la vie dans l'affrontement tandis qu'un autre était blessé (3 tués et 9 blessés selon Dupont et Taillemite) alors que les Français déploraient, selon les sources, entre, 3 ou 5 blessés et dix tués et blessés, . À la suite de ce combat, Franquet fut promu capitaine de vaisseau le 17 décembre 1870 quant à Von Knorr, il reçut la croix de fer de 2e classe et fut nommé Korvettenkapitän en 1871.

## Notes et références

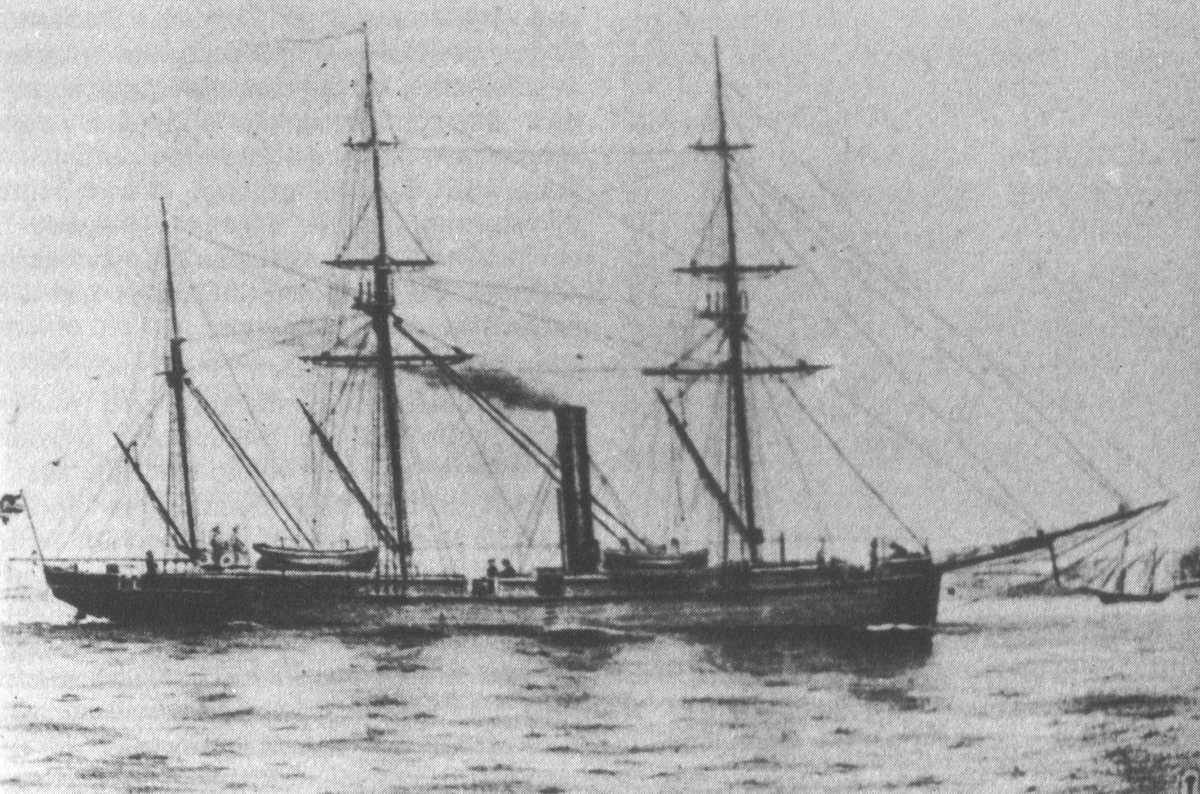
Le Meteor

### Sources et bibliographie
- Colonel Rousset, Histoire générale de la Guerre franco-allemande, t. 2, Paris, édition Jules Tallandier, 1911
- (en) Andrew Barrow, Franco-Prussian naval list, Wargame illustrated (no 80), mai 1994
- Farret, « Étude sur les combats livrés sur mer de 1860 à 1880 », Revue Maritime et Coloniale, t. 70, no d'édition,‎ 1881 (lire en ligne)
- Pierre Iltis, « De l'apparition de la vapeur à la première guerre mondiale : le choc comme méthode de combat », Champs de Bataille, no 21,‎ avril-mai 2008
- René Chartrand, « La Havane, le 9 novembre 1870 : le Bouvet français contre le Météor prussien », Tradition magazine, no 236,‎ mars-avril 2008
- Eberhard von Mantey, Histoire de la marine allemande (1675-1926), Paris, Payot, 1930
- Étienne Taillemite et Maurice Dupont, Les Guerres navales françaises du Moyen Âge à la guerre du Golfe, Paris, SPM, coll. « Kronos », 1996, 392 p. (ISBN 2-901952-21-6)
- Étienne Taillemite, Dictionnaire des marins français, Paris, éditions Tallandier, mai 2002 (1re éd. 1982), 573 p. (ISBN 2-84734-008-4)